# 瀬野憲一
瀬野 憲一（せの けんいち、1964年〈昭和39年〉10月15日 - ）は、日本の政治家。大阪府守口市長（1期）。

## 来歴
大阪府大阪市此花区に生まれる。大阪府立市岡高等学校を経て、1983年に大阪府庁に入る。その傍ら、関西大学法学部法律学科第二部に通い、卒業する。
2010年、守口市行財政改革担当部長となる。
2017年、藤井寺市副市長となる。
2019年、大阪府議会事務局議事課長となる。
2022年、大阪府議会事務局総務課長兼議会秘書長となる。
2023年2月14日、4月に行われる守口市長選挙に大阪維新の会からの立候補を表明。4月16日告示の守口市長選挙に立候補し、無投票で当選した。
2024年3月、2024年度の守口市予算案が成立。市の文化や芸術事業に向けた「市社会教育関係団体補助金」は交付対象に市スポーツ協会などが加わり、前年度の50万円から100万円に増額された。市スポーツ協会の会長は次期衆院選での立候補を予定している維新の西田薫府議が務めており、公明党・自民党・日本共産党などの市議が「予算の細部の審査を担う委員会でも一切説明がなかった」「予算編成の最終段階で、唐突に増額されたような形跡がある」と主張し、調査を要求。6月に調査委が設置されたが、市側に議会軽視の姿勢が見られるなどとして公明・自民などの会派は百条委員会の設置を要求した。
同年12月23日、守口市議会の百条委員会が市の補助金が増額された経緯に「不適切な点があった」などと指摘する報告書をまとめたことを受け、市議会は瀬野と副市長に対する辞職勧告決議案を賛成多数で可決した。